# Alfoz de Lara

Armas primitivas de la casa de Lara

El Alfoz de Lara es un antiguo conjunto de comunidades ubicadas en valles de las sierras Burgos, en la cuenca alta del río Arlanza.

## Historia
La existencia del alfoz de Lara como división jurisdiccional se remonta al menos al año 912, cuando un documento ya lo menciona. En el siglo XI era el más antiguo y extenso de los alfoces de Castilla. Un documento, aparentemente falsificado, del cartulario del monasterio de San Pedro de Arlanza le asigna límites mucho más amplios que los que pueden deducirse de otras fuentes.
La tenencia del Alfoz de Lara fue la base del poderío de la casa de Lara en la Castilla de los siglos XI a XIV.
En la antigüedad la zona del municipio de la Jurisdicción de Lara formó parte del Alfoz de Lara, donde la casa de Lara tenía su base patrimonial. Forman el municipio la localidad de la Vega de Lara y tres entidades locales menores: la Aceña de Lara, Lara de los Infantes y Paúles de Lara.

## Mancomunidad Alfoz de Lara
La actual Mancomunidad de Alfoz de Lara comprende los siguientes municipios:
| - Arauzo de Miel - Arauzo de Salce - Arauzo de Torre - Barbadillo de Herreros - Barbadillo del Mercado - Barbadillo del Pez - Cabezón de la Sierra - Campolara | - Carazo - Cascajares de la Sierra - Castrillo de la Reina - Contreras - Lara de los infantes - La Gallega - Hacinas - Hortigüela - Hontoria del Pinar | - Huerta de Arriba - Huerta de Rey - Jaramillo de la Fuente - Jaramillo Quemado - Mambrillas de Lara - Mamolar - Monasterio de la Sierra - Monterrubio de la Demanda - Pinilla de los Moros - Rabanera del Pinar - La Revilla y Ahedo - Riocavado de la Sierra - Salas de los Infantes - San Millán de Lara - Valle de Valdelaguna - Vizcaínos. |

Lo componen 33 Municipios con sus correspondientes pedanías.